# Дуглас Герд
Дуглас Річард Герд (англ. Douglas Richard Hurd, Baron Hurd of Westwell; нар. 8 березня 1930, Мальборо, Вілтшир) — британський письменник та політик-консерватор за урядів Маргарет Тетчер та Джона Мейджора. Політичну кар'єру почав у 1979 році та у 1995 році — вийшов на пенсію.
Перші політичні кроки Герд зробив у лютому 1974 року як член парламенту Середнього округу Оксфордширу (з 1983 року — Вітні). Першою посадою в уряді стала посада Міністра у справах Європи, яку він обіймав з 1979 по 1983 рік. Після цього Герд обіймав такі посади у Кабінеті Міністрів: міністр у справах Північної Ірландії (1984—1985 рр.), міністр внутрішніх справ (1985—1989 рр.) та міністр закордонних справ (1989—1995 рр.). 1990 року він очолив Консервативну партію, але не, досягши визначних успіхів у цьому, у 1995 році пішов з великої політики під час перестановок у Кабінеті Міністрів.
У 1997 році Герд був зведений до Палати Лордів і є одним із найстарших високопоставлених державних діячів Консервативної партії. Він підтримує групу реформ Торі та є визначною та активною постаттю в суспільному житті.

## Життєпис
Дуглас Герд народився у 1930 році у Мальборо, Вілтшир. Його дідусь сер Персі Герд та батько Ентоні Герд (а пізніше — лорд Герд) також були членами парламенту. Його дядько, сер Арчибальд Герд, був почесним членом суднобудівної компанії та у 1928 році удостоєний звання лицаря.
Герд навчався у Твафордській школі, а згодом — в Ітонському коледжі, де він отримував Королівську стипендію, а у 1947 році виграв стипендію Ньюкасла. Після цього Герд вступив до Кембриджського університету, який закінчив зі ступенем магістра історії Триніті-коледжу, а також званням президента спілки Кембриджського союзу.
У 1952 році Герд поступив на дипломатичну службу. Був направлений у Китай, а згодом — у США та Італію, але у 1966 році залишив дипломатичну службу, увійшовши у політику в складі Консервативної партії.

## Політичне життя

### Член парламенту
У лютому 1974 року Герд обраний в парламент як представник виборчого округу Середнього Оксфордширу. Після зміни на Вітні у 1983 році на загальних виборах, він залишився членом парламенту до свого виходу на пенсію у 1997 році. На виборах 1979 року перемогу здобула Консервативна партія, і Герд отримав посаду Державного Міністра закордонних справ і у справах Співдружності націй Великої Британії. Після виборів Тетчер у 1983 році був переведений на посаду Міністра внутрішніх справ, але через рік отримав підвищення до члена Кабінету міністрів, змінивши на посаді Державного Секретаря у справах Північної Ірландії Джеймса Прайора. На цій посаді його дипломатичні уміння поклали шлях для підписання Англо-Ірландської угоди про майбутнє Північної Ірландії, яка стала поворотним кроком у Британсько-Ірландській співпраці у проблемній політичній ситуації регіону. Проте за місяць до підписання Герд повернувся на посаду Міністра внутрішніх справ після переведення Леона Бріттана у Департамент Торгівлі та Промисловості. Перебуваючи на посаді Міністра внутрішніх справ, Герд зарекомендував себе як надійний, стійкий та політично лояльний член Кабінету міністрів, проте виступав за реабілітацію правопорушників та альтернативні міри покарання. Після своєї активної діяльності на посаді Міністра внутрішніх справ кар'єра просунулась далі протягом гучних останніх місяців прем'єрства Маргарет Тетчер.
26 жовтня 1989 року Герд, змінивши Джона Мейджора, став Міністром закордонних справ. Ця посада стала тією, на якій Герд досяг свого найбільшого політичного впливу.

### Міністр закордонних справ
Герд був широко відомим як державний британський Міністр закордонних справ, а його перебування на посаді відмічено визначними подіями. Він ніс відповідальність за британську дипломатію під час завершення Холодної Війни і розпаду Радянського Союзу у 1991 році, а також під час виведення іракських військ з Кувейту за першої війни у Перській затоці. Герд розвивав хороші відносини зі Сполученими Штатами Америки, які очолював на той час Джордж Буш-старший, та дотримувався лояльного ставлення до членів Європейської спільноти, повертаючи добрі відносини, які похитнулися через євроскептичний тон, який дедалі більше зростав за останніх років правління Маргарет Тетчер. Герд схвалював інтеграцію до Європейської спільноти об'єднаної Німеччини у 1990 році.
Однією з визначальних рис політики Герда стала реакція Британії на зростання жорстокості війн у Югославії. Під час війни у Боснії Герд найбільше з-поміж європейських політиків виступав проти надання військової допомоги боснійцям, та за підтримання ембарго на зброю, що суперечило лінії, яку провадили США на чолі з Біллом Клінтоном. На його думку, політика США сприяла «підвищенню рівня вбивств» та пролонгації конфлікту на невизначені строки. Також Герд виступав проти прийняття боснійських біженців Британією, зауважуючи, що це може знизити тиск на боснійське керівництво з боку ЗМІ щодо встановлення миру. Сам Дуглас Герд описав свою власну та британську політику того часу як «реалістична». Впродовж цього періоду нестабільні відносини між європейськими та американським лідерами загрожували стабільності трансатлантичного альянсу та відстрочували хоч яку-небудь колективну відповідь на кровопролиття у Югославії, що доживає останніх днів. Невдовзі після того, як залишити політику, Герд зустрівся у Сербії із Слободаном Мілошевичем від імені британського банку «НетВест», чим викликав розмови щодо прийняття ним про-сербської лінії. Різко критикували політику Герда у контексті війни. Боснійське керівництво навіть намагалися притягти його до відповідальності у військовому трибуналі в Гаазі, звинувачуючи його як співучасника організації геноциду, але це ні до чого не призвело. 2010 року, розмовляючи із журналістом, Дуглас Герд відмітив, що і досі не впевнений у своїй боснійській політиці, але все ж таки сумнівається, що втручання наблизило б закінчення війни.
Герд був втягнутий у публічний скандал, пов'язаний із британським фінансуванням дамби для гідроелектростанції на річці Перго в Малайзії, недалеко від Таїландського кордону. Будівництво почалося у 1991 році на кошти зовнішньої допомоги від Британії. Одночасно із цим влада Малайзії закуповує зброю британського виробництва, приблизно на 1 мільярд фунтів стерлінгів . Потенційний зв'язок між купівлею зброї та наданням фінансової допомоги став об'єктом урядового розслідування починаючи з березня 1994 року. У листопаді 1994 року, після того як організація «Рух світового розвитку» подала клопотання щодо судового перегляду, Верховний Суд звинуватив Дугласа Герда у перевищенні службових повноважень шляхом надання £234 мільйонів на будівництво дамби, що не можна вважати економічною або гуманітарною допомогою населенню Малайзії. 1997 року управління бюджетом допомоги Співдружності було вилучено з компетенції Міністра закордонних справ. Новий департамент, Департамент міжнародного розвитку Великої Британії має свого власного Державного Секретаря, який є членом Кабінету міністрів. 1995 року, коли відбувалися перестановки у Кабінеті міністрів, що розглядались як формування команди консерваторів, які візьмуть участь у наступних виборах, Герд пішов з політики після 11 років, проведених як членом Кабінету міністрів, його місце посів Малкольм Ріфкінг.
Був причетний до рішення розпочати мовлення Всесвітньої Служби ВВС українською мовою наприкінці 1991 р..

### Нагороди
Герд є шанованим політиком та парламентарієм, із репутацією інтелектуальної людини, загартованої старою партійною школою. Після свого виходу на пенсію з посади Міністра закордонних справ, він залишився головним прихильником Джона Мейджора та брав активну участь у політичному житті, а також у ділових зустрічах, насамперед, як заступник голови «НетВест» та член Ради директорів «НетВест Груп» (займав цю посаду з 1995 до 1999 року).
Хелд залишив Палату Громад на загальних виборах у 1997 році, а 13 липня цього ж року був титулований як Барон Герд Вествел, з Вествелу графства Оксфордшир, що дало йому право брати участь у засіданнях Палати лордів як повноправному члену.
У грудні 1997 року Герд був призначений головою IFSL. 1998 року був головою журі Букерівської премії у галузі художньої літератури. У лютому 1999 року став членом Королівської комісії з реформування Палати Лордів. У вересні 1999 року призначений розпорядником Вестмінстерського Абатства, що яскраво відображує його багаторічну активність його як прихильника англіканської церкви. Пізніше Герд очолив комісію, яка займалася підготовкою тлумачення ролі та функцій архієпископа Кентерберійського.
Протягом 2005 року, коли тривали змагання за лідерство у Консервативній партії Герд підтримував Девіда Кемерона.
Герд є головою Консультативної ради FIRST з міжнародних питань.
У 1974 році Герд отримав Орден Британської імперії, а у 1996 році — Орден Кавалерів Пошани. Також він був запрошеним науковим працівником у Нюфілдському коледжі Оксфорду та головою Британського форуму у Німеччині. 17 липня 2009 року він отримав почесне звання доктора філології університету Астон.
На сьогодні Герд є членом Групи парламентарів найвищого рівня з проблеми багатостороннього ядерного роззброєння та нерозповсюдження, що була створена у жовтні 2009 року.